# Pier-Philippe Chevigny
Pier-Philippe Chevigny (né en 1988) est un réalisateur, scénariste et monteur québécois, originaire de Montréal, au Québec. 

## Biographie
Pier-Philippe Chevigny étudie le cinéma à l'Université de Montréal où il obtient un baccalauréat et une maîtrise en études cinématographiques. Dans le cadre de son travail chez DAVAI, il a réalisé plusieurs vidéoclips et publicités, tout en réalisant des œuvres cinématographiques. Ses films ont voyagé à l'international à travers de nombreux festivals, tout comme au Québec, et il a reçu différents prix et distinctions pour ceux-ci. 
Son film Recrue, a notamment été présenté au Toronto International Film Festival en 2020. Il a remporté le Golden Owl pour Best Short Film au Tirana International Film Festival et participé à la course aux Oscars pour la catégorie Best Live Action Short Film dans la même année.    
Son premier long-métrage, Richelieu, produit par Geneviève Gosselin-G et sa boîte Le Foyer Films a eu sa première internationale le 8 juin 2023 au Festival du film de Tribeca. Le film a ensuite participé à une soixante de festivals internationaux, incluant Karlovy Vary , Fantasia, Palm Springs, Vancouver et le Festival du film francophone de Namur où il remporte le Bayard de la meilleure première œuvre . Richelieu sort en salle québécoise le 1er septembre 2023, puis arrive en France le 5 juin 2024 sous le titre "Dissidente". Le projet avait été développé à la Berlinale au Talent Project Market et Tiff Filmaker Lab en 2020.   
En 2024, il revient au court-métrage avec Mercenaire, un film mettant en vedette Marc-André Grondin, présenté en première mondiale au Toronto International Film Festival. Il développe également Arsenal, son second long-métrage de fiction coécrit avec Chloé Robichaud.

## Filmographie
- Tala, Canada, Films Six, 2013, 15 min.
- La Visite, Canada, Films Six, 2015, 8 min.
- Vétérane, Canada, DAVAI, 2017, 15 min.
- Hameçon, Canada, 2019, 15 min.
- Recrue, Canada, Unité Centrale, 2019, 15 min.
- Richelieu (intitulé aussi en France Dissidente)[16],[17], Canada, Le Foyer Films, 2023
- Mercenaire, Canada, Le Foyer Films, 2024
- Arsenal, Canada, Le Foyer Films, en développement.